# The Sunset Limited
The Sunset Limited es una obra de teatro escrita por el autor estadounidense Cormac McCarthy. Fue la segunda obra teatral de McCarthy y fue producida por primera vez por la Steppenwolf Theatre Company en Chicago el 18 de mayo de 2006, siendo trasladada a Nueva York posteriormente. La obra fue publicada en tapa blanda poco después de que la obra se presentó en Nueva York. Algunos críticos consideran que la obra es más una novela que una verdadera obra de teatro, en parte porque fue publicada con el subtítulo «Una novela en forma dramática».

## Argumento
La obra tiene sólo dos personajes sin nombre (en la versión impresa, se les llama «Blanco» y «Negro» en alusión a su color de piel). Antes de que la obra empiece, Negro salva a Blanco, quien pretendía suicidarse lanzándose en frente de un tren en movimiento, el Sunset Limited. La obra empieza con la llegada de los dos personajes al apartamento de Negro en Nueva York, a donde los dos van a petición de Negro después de su encuentro en la plataforma del tren. Negro es un exconvicto y un cristiano evangélico, mientras que Blanco es un profesor universitario y un ateísta. Ambos debaten sobre el significado del sufrimiento humano, la existencia de Dios y el derecho al suicidio.

## Adaptación
La obra fue adaptada en un telefilme homónimo, el cual fue dirigido por Tommy Lee Jones y protagonizado por el mismo Jones y por Samuel L. Jackson. Fue estrenada en HBO en febrero de 2011.